# La vida fácil
La vida fácil (La vita facile en V.O.) es una comedia italiana dirigida en 2011 por Lucio Pellegrini.
Fue estrenada fuera de concurso en el Festival Internacional de Cine de Montreal.

## Argumento
Mario (Pierfrancesco Favino) es un prestigioso médico que trabaja en una clínica privada en Roma, sin embargo detesta su idílica vida y viaja hasta Kenia a petición de su amigo Sergio (Ivano Marescotti) para ejercer de asistente médico junto a Luca (Steffano Accorsi) en el hospital del campamento.
Después de un periodo de desconfianza, Mario finalmente encuentra su lugar a pesar de tener puntos de vista diferentes respecto a Luca y un pasado turbulento relacionado con su profesión del que pretende escapar.

## Reparto
- Stefano Accorsi es Luca.
- Camilla Filippi es Elsa.
- Ivano Marescotti es Sergio.
- Vittoria Puccini es Ginevra.
- Angelo Orlando es Salvatore.
- Djibril Kébé es Thomas.
- Souleymane Sow es Jerry.
- Max Tardioli es Ippocrate.